# Богма, Степан Григорьевич
Степа́н Григо́рьевич Бо́гма (30 июня 1902, д. Заревка, ныне Золотоношский район, Полтавская область — 24 апреля 1981, Ташкент) — советский агроном-хлопковод, Герой Социалистического Труда (1952).

## Биография
Образование средне-специальное, агроном — в 1924 году окончил Золотоношский сельскохозяйственный техникум.
С 1930-х годов проживал в Узбекистане, в Сурхандарьинской области. В 1937—1941 гг. работал в совхозе № 13 (Кумкурган) в должностях от полевода до агронома.
30.10.1941 г. призван в РККА: 585-й стрелковый полк, сапёр. Приказом по 585 стрелковому полку 213 стрелковой дивизии № 016\н от 3.9.1943 г. (действующая армия), награждён медалью «За боевые заслуги» за то, что во время боевых операций на Харьковском направлении, имея задание командования обеспечить беспрепятственный проход транспорта и артиллерии, в короткий срок разминировал два минных шоссе, чем способствовал успешному продвижению артиллерии вслед за пехотой.
С ноября 1943 г. по февраль 1944 г. находился на излечении в эвакогоспитале № 2562 с тяжелым ранением в левую руку.
Демобилизован 26.9.1945 г.
В послевоенные годы жил и работал в совхозе «30 лет ВЛКСМ». Со 2.11.1945 г. — старший агроном, а с 9.3.1955 г. по 2.4.1964 г. (до выхода на пенсию) — директор совхоза «30 лет ВЛКСМ» Шурчинского района, Сурхандарьинской области, УзССР.
За перевыполнение совхозом плана сбора урожая семян джута в 1951 году на 43,2 %, Указом Президиума Верховного Совета СССР от 2.10.1952 года присвоено звание Героя Социалистического Труда с вручением золотой медали «Серп и молот» и ордена Ленина.
Награждён орденами и медалями: «За Победу над Германией» (1946 г.); «За доблестный труд в Великой Отечественной войне» (1946 г.); «За трудовую доблесть» (1947 г.); «Знак Почета» (1957 г.); малая золотая медаль Всесоюзной сельскохозяйственной выставки (1957 г.); «20 лет Победы в ВОВ» (1966 г.); «25 лет Победы в ВОВ»; «За доблестный труд в ознаменование 100-летия со дня рождения В. И. Ленина» (1970 г.); «30 лет Победы в ВОВ» (1979 г.); «60 лет ВС СССР» (1979 г.).
В 1964 г. присвоено почетное звание «Заслуженный агроном УзССР».
Награждён Грамотами ЦК КП, Верховного Совета и Совета Министров УзССР; Министерства сельского хозяйства УзССР.
Член КПСС с 1953 года. Делегат ХХII съезда КПСС (октябрь 1961 г.).
Умер 24 апреля 1981 года, похоронен в Ташкенте на Боткинском кладбище.